# Eleutherodactylus iberia
Eleutherodactylus iberia is een kikker uit de familie der Eleutherodactylidae. De soort werd voor het eerst wetenschappelijk beschreven door Alberto R. Estrada en Stephen Blair Hedges in 1996.

## Leefgebied
Eleutherodactylus iberia komt enkel voor in de vochtige wouden van de provincie Holguín in het oosten van Cuba. Hij leeft er op hoogtes tot 600 meter. Hij wordt er in zijn voortbestaan bedreigd door het verlies aan habitat door landbouw en houtkap.

## Uiterlijke kenmerken
Eleutherodactylus iberia is de kleinst bekende kikker van het noordelijk halfrond. Hij wordt zo'n 10 mm lang. De toppen van de tenen en vingers zijn afgerond. De kikker heeft een donkerbruine kleur met aan de rand van de rug een gele streep die loopt tot op de neus en die geleidelijk witter wordt aan de achterzijde. Ook de donkerbruine flanken worden door een wittige lijn gescheiden van de paarse buik. De voorpoten hebben een oranje streep, de achterpoten hebben diagonale witte lijnen van de buik tot de knie.

## Levenswijze
De kikker is giftig en het gif is afkomstig van giftige mijten die de kikker eet. De roep van Eleutherodactylus iberia bestaat uit onregelmatige piepjes op lage frequenties (ongeveer 5,78 kHz). Een legsel van de kikkersoort bestaat uit één ei. De jongen worden als kleine kikkers geboren en slaan dus het kikkervisstadium over.